# 5023 Agapenor
5023 Agapenor este o planetă minoră (asteroid), cu un diametru de 27,85 km, din Asteroid troian al lui Jupiter. A fost descoperită pe 11 octombrie 1985 la Observatorul Palomar de Carolyn S. Shoemaker și a fost numită după Agapenor⁠(d). 
Obiectul prezintă o orbită caracterizată de o semiaxă mare de 5,1744999 UAi, o excentricitate de 0,05, o înclinație de 11,77978 ° în raport cu ecliptica.